# Археология и Книга Мормона

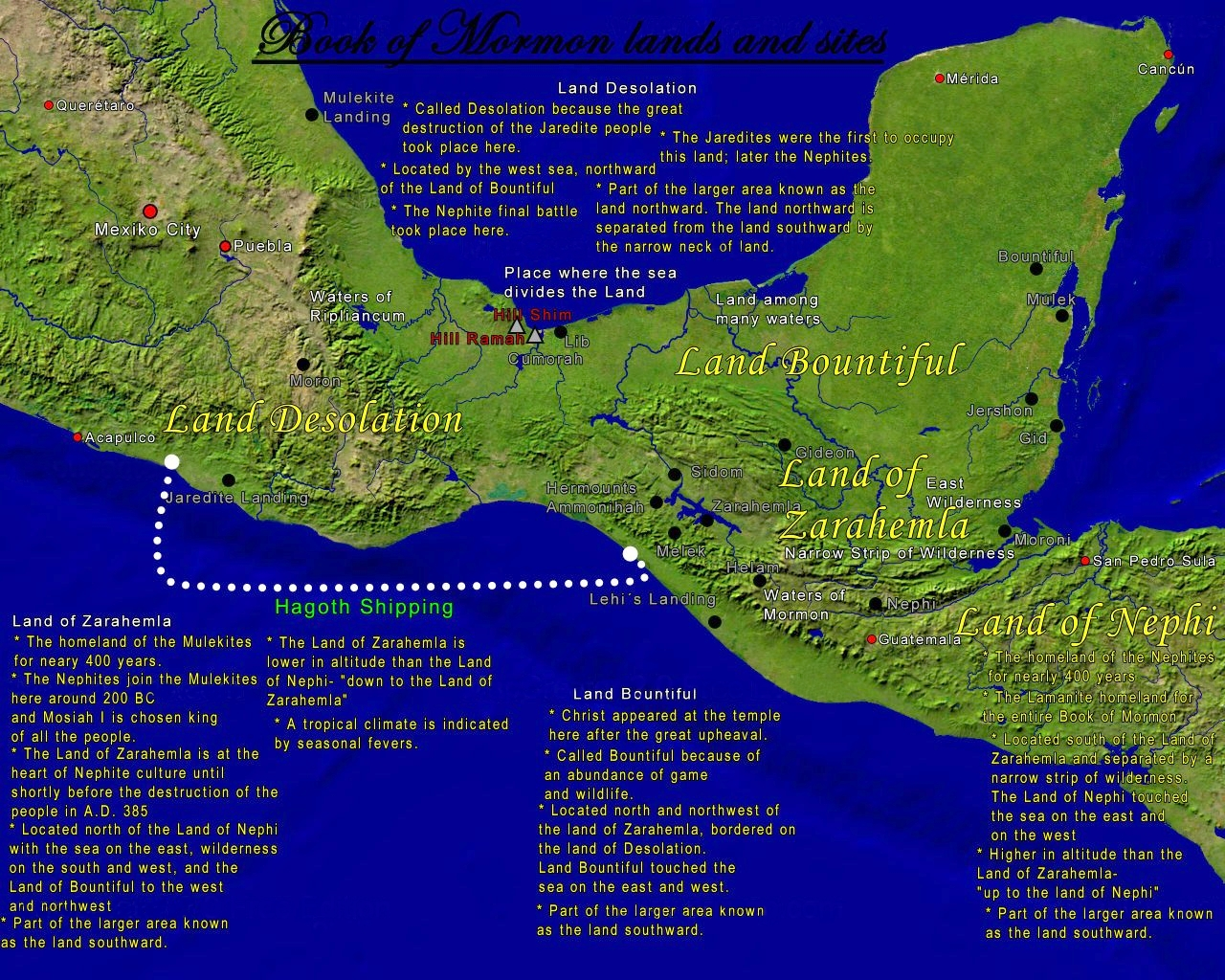
Археология и Книга Мормона

С тех пор, как в 1830 году Книга Мормона увидела свет, мормонские и немормонские археологи изучают её притязания в свете имеющихся археологических свидетельств. Святые последних дней в целом верят в то, что Книга Мормона описывает исторические события, имевшие место в Древней Америке. Основная масса историков и археологов не признаёт Книгу Мормона источником по американской истории.
Книга Мормона описывает три американские цивилизации, которые имели большое число носителей, обладали письменностью и находились на сравнительно высокой ступени технического развития. Книга в основном рассказывает о нефийцах и ламанийцах, которые якобы жили в Америке с 600 до н. э. по 400 н. э. Кроме того, она упоминает расцвет и падение народности иаредийцев, которые, согласно тексту Книги Мормона, прибыли в Америку из Старого Света вскоре после разрушения Вавилонской башни.
Археологические находки по-разному трактуются апологетами и критиками Книги Мормона. Некоторые мормонские исследователи утверждают, что названия определённых мест, а также развалины поселений инков, майя, ольмеков и прочих цивилизаций Древней Америки и Старого Света согласуются с Книгой Мормона. Прочие не согласны с этим мнением, поскольку Книга Мормона упоминает животных, растения и технологии, которые, согласно археологическим данным, не присутствовали в Америке в описываемый период (3100 до н. э. — 400 н. э.): осёл, корова, лошадь, буйвол, одомашненная овца, свинья, коза, слон, пшеница, ячмень, шёлк, сталь, меч, ятаган, колесница и др. Кроме того, генетические исследования показали, что народы, принадлежащие к американоидной расе, скорее всего, имеют восточно-азиатское происхождение, что противоречит утверждениям Книги Мормона. Исповедующие мормонство, между тем, имеют свою точку зрения на этот счёт.

## Состояние археологической науки
Изучение истории доколумбовой Америки археологическими методами ведётся вот уже более двухсот лет. Уступая в зрелости археологии Старого света, американская археология тем не менее успела накопить значительный объём данных, который позволил получить важные сведения по истории древних американских цивилизаций — в том числе об уровне технического развития, общественного устройства и т. д. События, описываемые Книгой Мормона, относятся в основном к предклассической эре (цивилизации ольмеков, майя, сапотеков).
Ряд мормонских исследователей в связи с этим утверждает, что иаредийцы могли быть ольмеками, а нефийцы и ламанийцы — частью культуры майя.
Между тем академическая наука до сих пор не интерпретировала ни одну находку (деревянные укрепления и поселения; использование цемента, напоминающего штукатурку; дороги; металлические наконечники и инструменты; медные нагрудники; наголовники; ткани; жемчуг; надписи; останки слонов и др.) в качестве доказательства исторического или божественного происхождения Книги Мормона. Подавляющее большинство историков считает Книгу Мормона сочинением начала XIX века, которое находится в русле других работ того времени, пытавшихся объяснить культуру строителей курганов.

### Официальные заявления научных организаций о Книге Мормона
В 1996 и 1998 годах Смитсоновский институт выступал с официальными заявлениями, в которых подчёркивал, что он считает Книгу Мормона 
религиозным документом, а не научным руководством
 и что ему 
не удалось найти никаких археологических свидетельств, подтверждающих сведения, содержащиеся в этой книге.
В начале 1980-х в среде святых последних дней начали распространяться слухи о том, что Смитсоновский институт пользуется Книгой Мормона как источником информации о том, где проводить археологические раскопки. Это и побудило институт выступить в 1996 году с открытым письмом, в котором подробно излагались причины, по которым Книга Мормона не считается им заслуживающим доверия источником. В 1998 году институт повторно выступил с тем же письмом, но на этот раз ограничился заявлением об антиисторичности Книги Мормона, не приводя никаких аргументов, чтобы не разжигать дискуссию. Комментаторы из числа святых последних дней считают, что это было сделано в связи с существованием ряда исследований, результаты которых опровергают причины, изложенные в первом письме. Прочие полагают, что Смитсоновский институт всего лишь стремился смягчить тон письма, дабы не портить отношения с мормонами.
Национальное географическое общество в 1998 году тоже выступило с письмом, на этот раз в адрес Института религиозных исследований. В нём подчёркивалось, что «археологи и другие учёные изучают прошлое западного полушария уже длительное время, но обществу неизвестно ни одно исследование, которое подтверждало бы истинность Книги Мормона».

## Анахронизмы Книги Мормона
Книга Мормона содержит целый ряд слов и фраз, которые считаются анахронизмами, ибо находятся в противоречии с археологическими находками.
Текст Книги Мормона приблизительно охватывает период с 2500 до н. э. до 400 н. э. Анахронизмы описывают артефакты, животных, растения и технологии, которые, по мнению критиков и некоторых археологов, не существовали в Северной и Южной Америке в течение этого периода.
Ниже приведены наиболее известные и проблемные анахронизмы Книги Мормона, а также оправдания апологетов мормонизма.

### Биологические виды Старого Света

#### Лошади

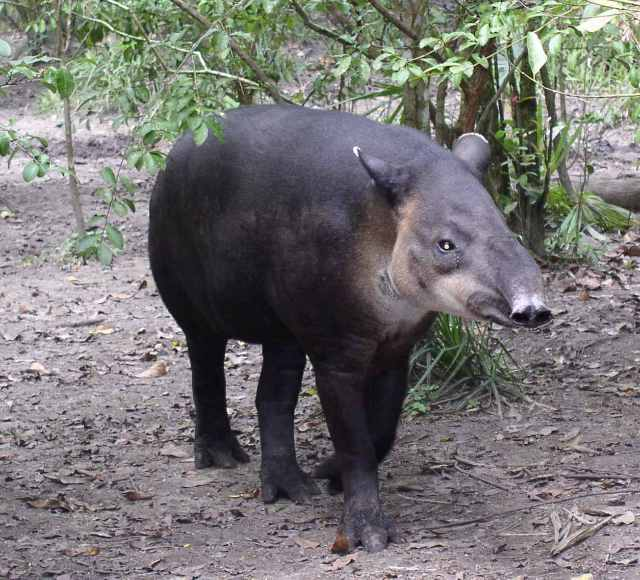
Тапир. Ряд мормонских апологетов полагает, что словом «лошадь» в Книге Мормона обозначалось именно это животное.

В Книге Мормона лошади упоминаются одиннадцать раз в контексте Нового Света. Между тем не существует доказательств того, что лошади обитали на американском континенте в течение периода, описываемого Книгой Мормона. Известно лишь о существовании лошадей на американском континенте в доисторические времена. Наукой широко признан тот факт, что лошади были истреблены в Западном полушарии более 10 тыс. лет назад и не появлялись там вплоть до того, как испанцы привезли их из Европы. В Карибском бассейне они появились вместе с Колумбом в 1493, а на американском континенте — вместе с Кортесом в 1519.
Мормонский апологет Джон Соренсон утверждает, что существуют ископаемые доказательства в пользу того, что некоторые лошади, обитавшие в Новом Свете, могли пережить переход от плейстоцена к голоцену, но эти данные оспариваются большинством археологов.
Мормонский апологет Роберт Беннетт полагает, что слово «лошадь» в Книге Мормона не относится к Equus caballus. По его мнению, этим словом переселенцы из Нового Света могли называть тапира или другое похожее животное.

#### Слоны
Слоны упоминаются дважды в одном стихе той части Книги Мормона, которая описывает самые древние времена, — в Книге Ефера. Мастодонты и мамонты действительно жили в Новом Свете, но, как и в случае с доисторической лошадью, археологические находки указывают на то, что они вымерли вместе с основной частью прочей мегафауны Нового Света примерно за 10 тыс. лет до н. э. Причиной вымирания могли послужить охота и изменение климата. Небольшая популяция мамонтов сохранялась на острове Святого Павла у берегов Аляски вплоть до 3700 до н. э., но действие Книги Ефера происходит на несколько тысяч лет позже.

### Предметы материальной культуры Старого Света

#### Колесницы и колёсный транспорт
В Книге Мормона дважды упоминается использование колесниц в Новом Свете.

Критики утверждают, что отсутствуют археологические свидетельства в поддержку использования колёсного транспорта в Мезоамерике, особенно в связи с тем, что многие части древней Мезоамерики не подходили для колёсного транспорта. Кларк Висслер, куратор по этнографии Американского музея естественной истории в Нью-Йорке, отмечал: 
Мы видим, что превалирующей разновидностью сухопутного транспорта в Новом Свете была ручная переноска грузов. Колесо оставалось неизвестным в доколумбовы времена.
Сравнение инкской цивилизации Южной Америки с мезоамериканскими показывает аналогичное отсутствие колёсного транспорта. Хотя инки располагали широкой сетью мощёных дорог, эти дороги были настолько неровными, крутыми и узкими, что, по-видимому, не подходили для колёсного транспорта. Мосты, построенные инками (некоторые из них по-прежнему используются), изготовлены из соломенных жгутов и настолько узкие (около метра в ширину и менее), что никакой колёсный транспорт по ним не смог бы пройти. Дороги инков использовались в основном курьерами-часки и караванами лам.

#### Железо и сталь
«Сталь» и «железо» упоминаются в Книге Мормона несколько раз. Известно, что древние культуры Северной Америки, возводившие курганы, добывали и обрабатывали самородную медь, серебро, золото и метеоритное железо, хотя свидетельств того, что в древние времена железо закаливалось для производства стали, в Америке не обнаружено.

## Точка зрения мормонов
Существует ряд причин, по которым мормоны не проявляют большого беспокойства по поводу результатов археологических изысканий:
1. Официальная позиция Церкви Иисуса Христа Святых последних дней гласит: вера — это результат не интеллектуальных рассуждений, а духовного откровения.
2. Исследования Книги Мормона только начались, и в начальной стадии могут появляться различные точки зрения. Например, до сих пор неясно, где происходят описываемые события. Их локализуют в Южной Америке, Центральной Америке и Северной Америке вплоть до Фингер-Лейкс в штате Нью-Йорк (культура «строителей курганов»).
3. И апологеты, и критики неизбежно будут совершать ошибки, поскольку:
  1. Большая часть археологических исследований опирается на датировку событий, произошедших в Мезоамерике позже событий, описываемых в Книге Мормона. С тех пор племена рассеялись, их язык, религия, культура исчезли или неузнаваемо изменились.
  2. Недавняя трактовка Книги Мормона показала, что наряду с описываемыми племенами в Америке проживали и другие народы.
4. Книга Мормона повествует о том, что ламанийцы уничтожили нефийцев и стёрли их культуру с лица земли.
5. Археология в Северной Америке не достигла надлежащего уровня понимания тех артефактов, которые находят учёные. Например, до сих пор неясно, кто построил каменные и «цементные» города и пирамиды на востоке Северной Америки, ведь, по устоявшемуся в науке мнению, исконное население этих мест строило только типи и вигвамы, хотя о «зданиях из цемента» имеется упоминание в Книге Мормона, например, Геламан 3-я глава.